# Batalla de Tell Hamis
La Batalla de Tell Hamis fue un conflicto armado acaecido entre fines de diciembre de 2013 y principios de enero de 2014, en el marco de la Guerra civil siria. Las fuerzas del Kurdistán sirio emprendieron una ofensiva contra dicha ciudad a fin de expulsar a los rebeldes islamistas que se hallaban en poder de la misma. pero fueron repelidos al cabo de dos semanas.

## Trasfondo
A lo largo de 2013, las fuerzas kurdas del Partido de la Unión Democrática (PYD) lograron varias victorias por sobre los rebeldes, especialmente en el mes de julio, cuando se hicieron con la localidad de Ras al-Ain. Las YPG publicaron un balance de 2923 rebeldes islamistas y 376 soldados sirios, frente a 379 bajas propias.

## Desarrollo
El 26 de diciembre de 2013, las YPG, el brazo armado del PYD, lanzaron una ofensiva sobre Tell Hamism cerca de la frontera con Irak2. Los kurdos disponían de al menos cinco vehículos blindados2. Frente a ellos están los combatientes del Frente Islámico, el grupo Ahrar al-Sham, así como tropas del Ejército Libre Sirio, el Frente al-Nusra y el Estado Islámico en Irak y Levante (EIIL).
Los kurdos, que habían venido de Yaarubiyah y Tell Tamer, lograron una ventaja inicial al capturar algunos asentamientos al este y oeste de Tall Hamis, y prontamente rodearon la ciudad. Luego avanzaron hacia el norte, y el 2 de enero de 2014 ingresaron a la localidad de Tell Brak, quedando ya posicionados para comenzar a atacar Tall Hamis.
El 28 de diciembre, las fuerzas kurdas penetraron por el oeste y atacaron posiciones rebeldes con artillería. Sin embargo, entre el 3 y 4 de enero, los rebeldes opusieron una tenaz resistencia frente a los embates. El día 5, lun contraataque islamista logró expulsar a los kurdos de la ciudad y, con la moral elevada por esta victoria, continuaron hacia Tell Brak.
Las YPG, respaldadas por combatientes del Consejo Militar Siríaco, intentaron defender Tell Brak, pero debieron retirarse el 7 de enero ante la llegada de refuerzos pertenecientes al Frente Islámico. La ofensiva kurda había fracasado.

## Bajas
Según Cédric Labrousse, YPG tuvieron 150 bajas mortales, así como un blindado destruido y otro capturado. Al menos 80 miembros del Frente Islámico y del ELS y al menos 20 yihadistas de EIIL murieron en combate. De acuerdo al Observatorio Sirio para los Derechos Humanos (OSDH), perecieron al menos 39 combatientes kurdos y 21 islamistas. Asimismo, EIIL decapitó a 35 miembros de las YPG que habían sido capturados.

## Consecuencias
El 22 de febrero de 2014, los kurdos lanzaron un nuevo ataque y se hicieron con Tell Brak, luego de cinco horas de combate. Las YPG afirmaron haber perdido tres combatientes e infligido cincuenta bajas a los islamistas, incluyendo 16 cuerpos recuperados, así como haber tomado 42 prisioneros. El OSDH aseguró que al menos 25 extremistas islámicos habían muerto. Tell Brak permanecerá bajo el control de EIIL antes de ser recapturada por las YPG el 28 de febrero de 2015.